# مدد أهل الشام
مدد أهل الشام كانت حملة لجمع التبرعات في قطر يشتبه على نطاق واسع بأنها تعمل كقناة للتبرعات الموجهة لجبهة النصرة، التابعة لتنظيم القاعدة في سوريا. في حين أفادت التقارير أن الحملة عبر الإنترنت نسقت إيصال الإمدادات الإنسانية للمواطنين السوريين المحتاجين، حددت وزارة الخارجية الأمريكية مدد أهل الشام كمصدر لجمع التبرعات للمتطرفين العنيفين.
يعتقد أن مدد أهل الشام كان بقيادة سعد بن سعد محمد شريان الكعبي وعبد اللطيف بن عبد الله صالح محمد الكواري، وكلاهما من الخزانة الأمريكية المصنفة خصيصً للإرهابيين العالميين.
حددت صحيفة واشنطن بوست ومنشورات بارزة أخرى مدد أهل الشام كقناة لجبهة النصرة في 2013 و 2014. تم إغلاق الحملة على الإنترنت، التي كانت تعمل في إطار مركز قطر للعمل التطوعي، من قبل السلطات القطرية في عام 2014.

## عمليات
مدد أهل الشام هي حملة عبر الإنترنت مقرها قطر تستخدم وسائل التواصل الاجتماعي لجذب تبرعات المواطنين القطريين والمقيمين. بينما كان للحملة، حسبما ورد، مقر، تم بذل جهود جمع الأموال عبر الإنترنت. نشرت حسابات شبكة التواصل الاجتماعي التابعة لمدد أهل الشام، بما في ذلك حسابات منسقيها، منشورات بصرية تطالب بالتبرع للحملة. في حين زعمت معظم النشرات أن التبرعات ستستخدم لتوفير الإمدادات الإنسانية للسوريين، طلبت إحدى منشورات مدد أهل الشام تبرعات لتسليح المقاتلين وإطعامهم ومعالجتهم. احتوت هذه النشرات على أسماء وأرقام هواتف منسقي الحملات للمهتمين بالتبرع للاتصال. تطلب منشورات أخرى لمدد أهل الشام من المانحين الاتصال بمنسقي الحملة وفقا لمنطقة إقامتهم في قطر. غالبًا ما تم إدراج معلومات الحساب المصرفي في منشورات مدد أهل الشام.

## الشراكة مع الحكومة

### جمعية عيد الخيرية
وبحسب ما ورد جمعت مدد أهل الشام الأموال تحت إشراف جمعية الشيخ عيد بن محمد آل ثاني الخيرية، وهي مؤسسة خيرية مقرها الدوحة لها علاقات مع العائلة المالكة القطرية. في عام 2014، تم الإعلان عن حملة مدد أهل الشام لجمع الأموال لتقديم وجبات الإفطار للمحتاجين تحت إشراف جمعية الشيخ عيد بن محمد آل ثاني الخيرية، أو عيد الخيرية.
عيد الخيرية، التي تعمل كمنظمة غير حكومية بتنظيم حكومي في قطر، يشتبه في صلاته بشبكات إرهابية. ويعتقد أن للمؤسسة الخيرية علاقات مع حماس وعضو في منظمة «اتحاد الخير» بقيادة يوسف القرضاوي. 
يشتبه العديد من أعضاء جمعية عيد الخيرية في ارتباطهم بالمنظمات الإرهابية. وعضو مؤسس عيد الخير، عبد الرحمن النعيمي، مؤيد مالي للقاعدة من الولايات المتحدة.   هاشم بن محمد العوضي، عضو بارز في جمعية عيد الخيرية، مالك تلفزيون رابعة، منفذ تلفزيون الإخوان المسلمين المؤيد لمصر.   نجل العوضي، محمد هاشم العوضي، استشهد اثناء القتال في سوريا. وصف أنصار تنظيم الدولة الإسلامية محمد العوضي بأنه «تابع لقافلة الشهداء». خليفة بن محمد الربان، عضو جمعية عيد الخيرية والمدير العام لمدارس الفرقان، وعضو مجلس أمناء الحملة العالمية لمكافحة العدوان.  الربان هو الرئيس الحالي لمجلس أمناء الكرامة.

### مركز العمل التطوعي في قطر
كما تعاون مدد أهل الشام مع مركز العمل التطوعي القطري لمساعدة اللاجئين السوريين على طول الحدود التركية والأردنية في سوريا.  وصرح الأمين العام لمركز العمل التطوعي القطري يوسف علي كاظم بأن مدد أهل الشام شارك في جمع التبرعات للمشروع. أشرف على مركز قطر للعمل التطوعي وزارة الثقافة القطرية. 

### مصرف قطر الإسلامي
وقد تضمنت طلبات مدد أهل الشام للتبرعات أرقام حسابات بنك قطر الإسلامي لإيداع الأموال.  وبحسب ما ورد ورد أن مصرف قطر الإسلامي وبعض مراسليه، مثل مصرف الراجحي السعودي، سهّلوا تحويل الأموال إلى المنظمات الإرهابية. أكبر مساهم في بنك قطر الإسلامي هو الثروة السيادية للبلد، وهيئة قطر للاستثمار.

## دعم الإرهاب
بالإضافة إلى الأنشطة الإنسانية للحملة، عملت مدد أهل الشام أيضًا كحملة لجمع التبرعات عبر الإنترنت للمنظمات الإرهابية، وتحديداً جبهة النصرة، فرع القاعدة في سوريا. 
في عام 2013، أفادت صحيفة واشنطن بوست أن جبهة النصرة قد استشهدت بمدد أهل الشام في أغسطس / آب كواحدة من القنوات المفضلة للتبرعات الموجهة للمجموعة، التي تعهدت بالولاء لزعيم تنظيم القاعدة أيمن الظواهري. " 
في عام 2014، وصفت وزارة الخارجية الأمريكية مدد أهل الشام بأنه «حملة لجمع التبرعات عبر الإنترنت يشتبه في أنها ترسل الأموال إلى عناصر متطرفة عنيفة في سوريا».
أفادت شبكة سي إن إن أن حسابات تويتر لمؤيدي القاعدة شجعت أتباعهم على التبرع لحملة مدد أهل الشام. 
نشرة مدد أهل الشام التي استخدمها حملة جمع التبرعات سعد بن سعد محمد شريان الكعبي كصورة ملفه الشخصي على تويتر لفترة من الوقت طلبت تبرعات تساوي 1500 دولار لإعداد مقاتل. تدعي النشرة أن الأموال ستستخدم لتسليح المقاتل وإطعامه ومعالجته. 

## اهتمام وسائل الاعلام
في عام 2013، نشرت صحيفة واشنطن بوست تقارير عن علاقات مدد أهل الشام بجبهة النصرة في مقال بعنوان "أعطى مسؤولو المؤسسات الخيرية الإسلامية الملايين لتنظيم القاعدة، حسبما تقول الولايات المتحدة". 
في يونيو 2014، أصدرت شبكة سي إن إن فيديو مدته 7 دقائق للتحقيق في جمع التبرعات للإرهاب في قطر. ويظهر هذا الفيديو، الذي نُشر في «تقرير خاص لـ سي ان ان في الخارج»، ميليشيا مرتبطة بالقاعدة «توجه المتابعين للتبرع لحملة (مدد أهل الشام)» عبر حسابها على تويتر. كما أجرت إرين بورنيت من سي ان ان مقابلة مع الكعبي عبر الهاتف زاعمة أنه لا علم له أن حسابه على تويتر يتضمن نشرة مدد أهل الشام التي تلتمس تبرعات لتسليح جندي وإطعامه ومعالجته. كما أفادت شبكة سي ان ان أن الكعبي زعم من خلال حسابه على تويتر أن مدد أهل الشام جمع 1.4 مليون دولار. 
في ديسمبر 2014، زعم مقال نشرته صحيفة ديلي بيست بعنوان «حليف الولايات المتحدة قطر ملاجئ الجهاديين» أن جبهة النصرة قد أيدت مدحت أهل الشام كقناة للتبرع. نشرت كل من مجلة لونج ويار جورنال وبيزنس انسيدر مقالات حول عمليات مدد أهل الشام وانتقدت الحكومة القطرية لعدم إغلاق حملة جمع التبرعات في وقت سابق.  
ومن بين وسائل الإعلام الأخرى التي غطت مدد أهل الشام، عين الشرق الأوسط، والوطنية، وأخبار الدوحة، وجلف تايمز، ووكالة الأنباء القطرية.    

## إغلاق
أغلقت السلطات القطرية مدد أهل الشام في عام 2014. 